# Grand Prix USA 2006
Grand Prix USA XXXV United States Grand Prix
- 2. červenec 2006
- Indianapolis
- 73 kol x 4,192 km = 306,016 km
- 760. Grand Prix
- 87. vítězství Michaela Schumachera
- 186. vítězství pro Ferrari

Trofej pro Michaela Schumachera i Felipe Massu předával Tony George z CEO, Indianapolis Motor Speedway Corporation. Giancarlo Fisichella převzal cenu z rukou Nicka Crawe. Vítěznému týmu Ferrari předal cenu primátor města Indianapolis Bart Peterson.

## Výsledky
| Pozice | Jezdec               | Vůz               | Čas         |
| ------ | -------------------- | ----------------- | ----------- |
| 1      | Michael Schumacher   | Ferrari 248 F1    | 1:34:35,199 |
| 2      | Felipe Massa         | Ferrari 248 F1    | á 0:07,984  |
| 3      | Giancarlo Fisichella | Renault R26       | á 0:16,595  |
| 4      | Jarno Trulli         | Toyota TF106      | á 0:23,604  |
| 5      | Fernando Alonso      | Renault R26       | á 0:28,410  |
| 6      | Rubens Barrichello   | Honda RA106       | á 0:36,516  |
| 7      | David Coulthard      | Red Bull RB2      | á 1 kolo    |
| 8      | Vitantonio Liuzzi    | Torro Rosso STR01 | á 1 kolo    |
| 9      | Nico Rosberg         | Williams FW28     | á 1 kolo    |
| Kolo   | Odstoupili           | -                 | -           |
| 62     | Ralf Schumacher      | Toyota TF106      |             |
| 37     | Christijan Albers    | Midland M16       |             |
| 23     | Jacques Villeneuve   | BMW Sauber F1.06  | Motor       |
| 9      | Tiago Monteiro       | Midland M16       | Kolize      |
| 6      | Takuma Sató          | Super Aguri SA05  | Kolize      |
| 3      | Jenson Button        | Honda RA106       | Kolize      |
| 0      | Kimi Räikkönen       | McLaren MP4/21    | Kolize      |
| 0      | Nick Heidfeld        | BMW Sauber F1.06  | Kolize      |
| 0      | Scott Speed          | Torro Rosso STR01 | Kolize      |
| 0      | Christian Klien      | Red Bull RB2      | Kolize      |
| 0      | Mark Webber          | Williams FW28     | Kolize      |
| 0      | Juan Pablo Montoya   | McLaren MP4/21    | Kolize      |
| 0      | Franck Montagny      | Super Aguri SA05  | Kolize      |

### Nejrychlejší kolo
- Michael Schumacher-Ferrari 248-1:12,719

### Vedení v závodě
- 1.-29. kolo Felipe Massa
- 30. kolo Fernando Alonso
- 31. – 73. kolo Michael Schumacher

### Postavení na startu
- Žlutě rozhodující čas pro postavení na startu.
- Červeně - Výměna motoru / posunutí o 10 míst na startu
- Modře - startoval z boxu

| *  | *                                      | *  | *                                    | Kvalifikace III.                      | Kvalifikace II.                       | Kvalifikace I.                         |
| -- | -------------------------------------- | -- | ------------------------------------ | ------------------------------------- | ------------------------------------- | -------------------------------------- |
| 1  | Michael Schumacher Ferrari 1:10.832    |    |                                      | Michael Schumacher Ferrari 1:10.832   | Michael Schumacher Ferrari 1:10.636   | Felipe Massa Ferrari 1:11.088          |
|    |                                        | 2  | Felipe Massa Ferrari 1:11.435        | Felipe Massa Ferrari 1:11.435         | Felipe Massa Ferrari 1:11.146         | Michael Schumacher Ferrari 1:11.588    |
| 3  | Giancarlo Fisichella Renault 1:11.920  |    |                                      | Giancarlo Fisichella Renault 1:11.920 | Giancarlo Fisichella Renault 1:11.200 | Ralf Schumacher Toyota 1:11.879        |
|    |                                        | 4  | Rubens Barrichello Honda 1:12.109    | Rubens Barrichello Honda 1:12.109     | Rubens Barrichello Honda 1:11.263     | Nick Heidfeld BMW 1:11.891             |
| 5  | Fernando Alonso Renault 1:12.449       |    |                                      | Fernando Alonso Renault 1:12.449      | Ralf Schumacher Toyota 1:11.673       | Jacques Villeneuve BMW 1:12.114        |
|    |                                        | 6  | Jacques Villeneuve BMW 1:12.479      | Jacques Villeneuve BMW 1:12.479       | Nick Heidfeld BMW 1:11.718            | Rubens Barrichello Honda 1:12.156      |
| 7  | Jenson Button Honda 1:12.523           |    |                                      | Jenson Button Honda 1:12.523          | Jacques Villeneuve BMW 1:11.724       | Jenson Button Honda 1:12.238           |
|    |                                        | 8  | Ralf Schumacher Toyota 1:12.795      | Ralf Schumacher Toyota 1:12.795       | Jenson Button Honda 1:11.865          | Giancarlo Fisichella Renault 1:12.287  |
| 9  | Kimi Räikkönen McLaren 1:13.174        |    |                                      | Kimi Räikkönen McLaren 1:13.174       | Fernando Alonso Renault 1:11.877      | Fernando Alonso Renault 1:12.416       |
|    |                                        | 10 | Nick Heidfeld BMW 1:15.280           | Nick Heidfeld BMW 1:15.280            | Kimi Räikkönen McLaren 1:12.135       | Juan Pablo Montoya McLaren 1:12.477    |
| 11 | Juan Pablo Montoya McLaren 1:12.150    |    |                                      |                                       | Juan Pablo Montoya McLaren 1:12.150   | Tiago Monteiro Midland 1:12.627        |
|    |                                        | 12 | Mark Webber Williams 1:12.292        |                                       | Mark Webber Williams 1:12.292         | Christijan Albers Midland 1:12.711     |
| 13 | Scott Speed Torro Rosso 1:12.792       |    |                                      |                                       | Scott Speed Torro Rosso 1:12.792      | Christian Klien Red Bull 1:12.773      |
|    |                                        | 14 | Christijan Albers Midland 1:12.854   |                                       | Christijan Albers Midland 1:12.854    | Kimi Räikkönen McLaren 1:12.777        |
| 15 | Tiago Monteiro Midland 1:12.864        |    |                                      |                                       | Tiago Monteiro Midland 1:12.864       | Mark Webber Williams 1:12.935          |
|    |                                        | 16 | Christian Klien Red Bull 1:12.925    |                                       | Christian Klien Red Bull 1:12.925     | Scott Speed Torro Rosso 1:13.167       |
| 17 | David Coulthard Red Bull 1:13.180      |    |                                      |                                       |                                       | David Coulthard Red Bull 1:13.180      |
|    |                                        | 18 | Takuma Sató Super Aguri 1:13.496     |                                       |                                       | Takuma Sató Super Aguri 1:13.496       |
| 19 | Jarno Trulli Toyota 1:13.787           |    |                                      |                                       |                                       | Nico Rosberg Williams 1:13.506         |
|    |                                        | 20 | Franck Montagny Super Aguri 1:16.036 |                                       |                                       | Jarno Trulli Toyota 1:13.787           |
| 21 | Vitantonio Liuzzi Torro Rosso 1:14.041 |    |                                      |                                       |                                       | Vitantonio Liuzzi Torro Rosso 1:14.041 |
|    |                                        | 22 | Nico Rosberg Williams 1:13.506       |                                       |                                       | Franck Montagny Super Aguri 1:16.036   |

### Sobotní tréninky
| 1  | Michael Schumacher Ferrari 1:10.760    | 2  | Felipe Massa Ferrari 1:11.039        |
| 3  | Giancarlo Fisichella Renault 1:11.940  | 4  | Nick Heidfeld BMW 1:12.049           |
| 5  | Rubens Barrichello Honda 1:12.149      | 6  | Fernando Alonso Renault 1:12.202     |
| 7  | Jenson Button Honda 1:12.269           | 8  | Jacques Villeneuve BMW 1:12.327      |
| 9  | Kimi Räikkönen McLaren 1:12.569        | 10 | Juan Pablo Montoya McLaren 1:12.592  |
| 11 | Vitantonio Liuzzi Torro Rosso 1:12.675 | 12 | Mark Webber Williams 1:12.904        |
| 13 | Tiago Monteiro Midland 1:12.913        | 14 | Jarno Trulli Toyota 1:13.091         |
| 15 | Ralf Schumacher Toyota 1:13.101        | 16 | Scott Speed Torro Rosso 1:13.103     |
| 17 | Christian Klien Red Bull 1:13.113      | 18 | Christijan Albers Midland 1:13.172   |
| 19 | Nico Rosberg Williams 1:13.230         | 20 | David Coulthard Red Bull 1:13.364    |
| 21 | Takuma Sató Super Aguri 1:13.806       | 22 | Franck Montagny Super Aguri 1:14.454 |

### Páteční tréninky
| *  | I. Trénink                             | *  | II. Trénink                            |
| -- | -------------------------------------- | -- | -------------------------------------- |
| 1  | Anthony Davidson Honda 1:12,083        | 1  | Anthony Davidson Honda 1:12.013        |
| 2  | Michael Schumacher Ferrari 1:12.458    | 2  | Robert Kubica BMW 1:12.809             |
| 3  | Robert Kubica BMW 1:13,008             | 3  | Giancarlo Fisichella Renault 1:12.933  |
| 4  | Rubens Barrichello Honda 1:13.090      | 4  | Felipe Massa Ferrari 1:13.264          |
| 5  | Jenson Button Honda 1:13.189           | 5  | Giorgio Mondini Midland 1:13.327       |
| 6  | Neel Jani Torro Rosso 1:13.710         | 6  | Michael Schumacher Ferrari 1:13.346    |
| 7  | Giorgio Mondini Midland 1:14.654       | 7  | Tiago Monteiro Midland 1:13.387        |
| 8  | Alexander Wurtz Williams 1:14.745      | 8  | Jenson Button Honda 1:13.397           |
| 9  | Scott Speed Torro Rosso 1:14.791       | 9  | Fernando Alonso Renault 1:13.474       |
| 10 | Robert Doornbos Red Bull 1:15.018      | 10 | Kimi Räikkönen McLaren 1:13.554        |
| 11 | Tiago Monteiro Midland 1:15.091        | 11 | Scott Speed Torro Rosso 1:13.688       |
| 12 | Vitantonio Liuzzi Torro Rosso 1:15.532 | 12 | Mark Webber Williams 1:13.691          |
| 13 | Christijan Albers Midland 1:15.647     | 13 | Nick Heidfeld BMW 1:13.725             |
| 14 | Takuma Sató Super Aguri 1:15.971       | 14 | Vitantonio Liuzzi Torro Rosso 1:13.735 |
| 15 | Sakon Yamamoto Super Aguri 1:16.116    | 15 | Juan Pablo Montoya McLaren 1:13.825    |
| 16 | Franck Montagny Super Aguri 1:16.489   | 16 | Jacques Villeneuve BMW 1:13.857        |
| 17 | Jarno Trulli Toyota ****               | 17 | Neel Jani Torro Rosso 1:13.946         |
| 18 | Ralf Schumacher Toyota ****            | 18 | Rubens Barrichello Honda 1:14.011      |
| 19 | Fernando Alonso Renault ****           | 19 | Alexander Wurtz Williams 1:14.050      |
| 20 | Giancarlo Fisichella Renault ****      | 20 | Christian Klien Red Bull 1:14.084      |
| 21 | Christian Klien Red Bull ****          | 21 | Christijan Albers Midland 1:14.169     |
| 22 | Kimi Räikkönen McLaren ****            | 22 | Takuma Sató Super Aguri 1:14.391       |
| 23 | David Coulthard Red Bull ****          | 23 | Jarno Trulli Toyota 1:14.449           |
| 24 | Juan Pablo Montoya McLaren ****        | 24 | Nico Rosberg Williams 1:14.562         |
| 25 | Nick Heidfeld BMW ****                 | 25 | David Coulthard Red Bull 1:14.676      |
| 26 | Jacques Villeneuve BMW ****            | 26 | Robert Doornbos Red Bull 1:14.839      |
| 27 | Felipe Massa Ferrari ****              | 27 | Ralf Schumacher Toyota 1:15.063        |
| 28 | Mark Webber Williams ****              | 28 | Sakon Yamamoto Super Aguri 1:15.120    |
| 29 | Nico Rosberg Williams ****             | 29 | Franck Montagny Super Aguri ****       |

### Zajímavosti
- 21 hat trick pro Michaela Schumachera
- 71 double pro Ferrari
- Michael Schumacher překročil bariéru 23 000 km v čele závodu.
- První bod pro Toro Rosso
- 67 pole positions pro Michaela Schumachera

| Pole position      | Vítězství          | Nej. kolo          |
| Michael Schumacher | Michael Schumacher | Michael Schumacher |
| Ferrari 248 F1     | Ferrari 248 F1     | Ferrari 248 F1     |
| 1'10.832           | 1:34'35.199        | 1'12.719           |
| 213,056km/h        | 194,118 km/h       | 207,528 km/h       |
| ------------------ | ------------------ | ------------------ |

### Stav MS
- Zelená - vzestup
- Červená - pokles

| *  | Jezdec               | Body |
| -- | -------------------- | ---- |
| 1  | Fernando Alonso      | 88   |
| 2  | Michael Schumacher   | 69   |
| 3  | Giancarlo Fisichella | 43   |
| 4  | Kimi Räikkönen       | 39   |
| 5  | Felipe Massa         | 36   |
| 6  | Juan Pablo Montoya   | 26   |
| 7  | Jenson Button        | 16   |
| 8  | Rubens Barrichello   | 16   |
| 9  | Nick Heidfeld        | 12   |
| 10 | David Coulthard      | 10   |
| 11 | Ralf Schumacher      | 8    |
| 12 | Jarno Trulli         | 8    |
| 13 | Jacques Villeneuve   | 7    |
| 14 | Mark Webber          | 6    |
| 15 | Nico Rosberg         | 4    |
| 16 | Christian Klien      | 1    |
| 17 | Vitantonio Liuzzi    | 1    |

| * | Vůz      | Body |
| - | -------- | ---- |
| 1 | Renault  | 131  |
| 2 | Ferrari  | 105  |
| 3 | McLaren  | 65   |
| 4 | Honda    | 32   |
| 5 | BMW      | 19   |
| 6 | Toyota   | 16   |
| 7 | Red Bull | 11   |
| 8 | Williams | 10   |
| 9 | Red Bull | 1    |

| *  | Jezdec         | Body |
| -- | -------------- | ---- |
| 1  | Německo        | 93   |
| 2  | Španělsko      | 88   |
| 3  | Brazílie       | 52   |
| 4  | Itálie         | 52   |
| 5  | Finsko         | 39   |
| 6  | Kolumbie       | 26   |
| 7  | Velká Británie | 26   |
| 8  | Kanada         | 7    |
| 9  | Austrálie      | 6    |
| 10 | Rakousko       | 1    |